# Łączki-Pawłówek
Łączki-Pawłówek – wieś w Polsce położona w województwie lubelskim, w powiecie lubelskim, w gminie Borzechów.
W latach 1975–1998 miejscowość administracyjnie należała do ówczesnego województwa lubelskiego.
Wieś stanowi sołectwo gminy Borzechów. Według Narodowego Spisu Powszechnego z roku 2011 wieś liczyła 135 mieszkańców.
Wierni Kościoła rzymskokatolickiego należą do parafii Nawrócenia św. Pawła Apostoła w Bełżycach.